# Groupe de NGC 2781
Le groupe de NGC 2781 comprend au moins quatre galaxies situées dans la constellation de l'Hydre. La distance moyenne entre ce groupe et la Voie lactée est d'environ 34,4 Mpc (∼112 millions d'al). 

## Membres
Le tableau ci-dessous liste les quatre galaxies qui sont indiquées sur le site « Un Atlas de l'Univers » créé par Richard Powell. Selon une étude publiée par A.M. Garcia en 1993, ce groupe comprend aussi la galaxie MGC -2-24-3. 
| Nom         | Classification | Type                        | α (J2000.0)   | δ (J2000.0)  | Vitesse radiale (km/s) | Magnitude apparente | Distance (Mpc) | Diamètre (kal) |
| ----------- | -------------- | --------------------------- | ------------- | ------------ | ---------------------- | ------------------- | -------------- | -------------- |
| NGC 2781    | SAB(r)0+       | Lenticulaire                | 09h 11m 27.5s | -14° 09′ 01″ | 2053 ± 7               | 11,6                | 35,0 ± 2,5     | 66             |
| NGC 2763    | SB(r)cd pec    | Spirale barrée              | 09h 06m 49.0s | -15° 29′ 59″ | 1891 ± 1               | 12,0                | 32,5 ± 2,3     | 66             |
| MGC -2-24-1 | IB(s)m:        | Spirale barrée magellanique | 09h 11m 19.9s | -15° 02′ 58″ | 2049 ± 4               | 13,69               | 34,9 ± 2,5     | 56             |
| MCG -2-24-3 | Sd?            | Spirale                     | 09h 12m 06.7s | -15° 25′ 52″ | 2059 ± 7               | 0,235 ± 17%         | 35,1 ± 2,5     | 41             |

Le site DeepskyLog permet de trouver aisément les constellations des galaxies mentionnées dans ce tableau ou si elles ne s'y trouvent pas, l'outil du site constellation permet de le faire à l'aide des coordonnées de la galaxie. Sauf indication contraire, les données proviennent du site NASA/IPAC.